# Taiyo Maru (schip, 1911)
De Taiyo Maru (Japans: 大洋丸,Taiyō Maru) was een Japans passagiersschip, van 14.053 brt, van de rederij Nippon Yusen Kaisha Line. Het schip werd tijdens de Tweede Wereldoorlog gevorderd door de Japanse Keizerlijke Marine om dienst te doen als troepentransportschip.

## Geschiedenis
De Taiyo Maru kwam in juli 1920 onder Japanse vlag. Het schip was onderdeel van de herstelbetalingen door het verslagen Duitsland, waarmee ook Japan in oorlog was geweest, tijdens de Eerste Wereldoorlog. Het schip is in 1911 door de scheepswerf Blohm & Voss opgeleverd aan de rederij Hamburg-Südamerikanische Dampfschiffahrts Gesellschaft onder de naam Cap Finisterre. Het schip was zoals vele Japanse schepen zwart van romp met een witte bovenbouw. Zoals veel schepen in die tijd had dit schip twee lange smalle schoorstenen en twee masten met laadbomen.
Op 8 mei 1942 verging het schip, dat toen als troepentransportschip werd gebruikt, in de Grote Oceaan, na door de Amerikaanse onderzeeboot Grenadier te zijn getorpedeerd. Het schip zonk nabij het eiland Danjogun, een van de Goto-eilanden. Er waren 1.360 opvarende aan boord waarvan er 817 kwamen om.